# Ménil-Froger
Ménil-Froger è un comune francese di 66 abitanti situato nel dipartimento dell'Orne nella regione della Normandia.

## Società

### Evoluzione demografica
Abitanti censiti